# Berbère du Moyen Atlas oriental
Le berbère du Moyen Atlas oriental est un ensemble de dialectes berbères parlés dans l'est et le nord-est du Moyen Atlas, au Maroc. Il s'agit des parlers des tribus Aït Seghrouchen, Aït Waraïn, Marmoucha, Aït Alaham, Aït Youb et Aït Morghi,,.
Cet ensemble de parlers appartient au groupe des parlers zénètes ; ils sont cependant mutuellement intelligibles avec le Tamazight central voisin. Ils constituent ainsi un ensemble de dialectes intermédiaires entre les parlers rifains et ceux de l'Atlas,,.
Parmi les différents dialectes berbères du Moyen Atlas oriental, ceux des Aït Seghrouchen et des Aït Waraïn ont été sujets à la plupart des études scientifiques et linguistiques, tandis que très peu ou pas d'études ont concerné les parlers des autres tribus zénètes de la région.